# Festival du film indonésien
 (août 2024).
Le Festival du film indonésien (en indonésien Festival Film Indonesia, acronyme FFI) est une cérémonie annuelle de remise de prix organisée par l'Office national du film (en indonésien Badan Perfilman Indonesia) pour récompenser les meilleures productions indonésiennes. Pendant la cérémonie, les lauréats du prix Citra, la plus haute récompense cinématographique du pays, sont annoncés.
La cérémonie a eu lieu pour la première fois en 1955, sous le nom de « Semaine de la valorisation du cinéma national » (en indonésien Pekan Apresiasi Film Nasional). Il prend le nom de « Festival Film Indonesia » en 1973. Après un arrêt entre 1992 et 2004, le festival se tient désormais tous les ans.
La cérémonie est souvent citée comme étant l'équivalent indonésien des Oscars aux États-Unis.

## Histoire

### Origines et premières éditions

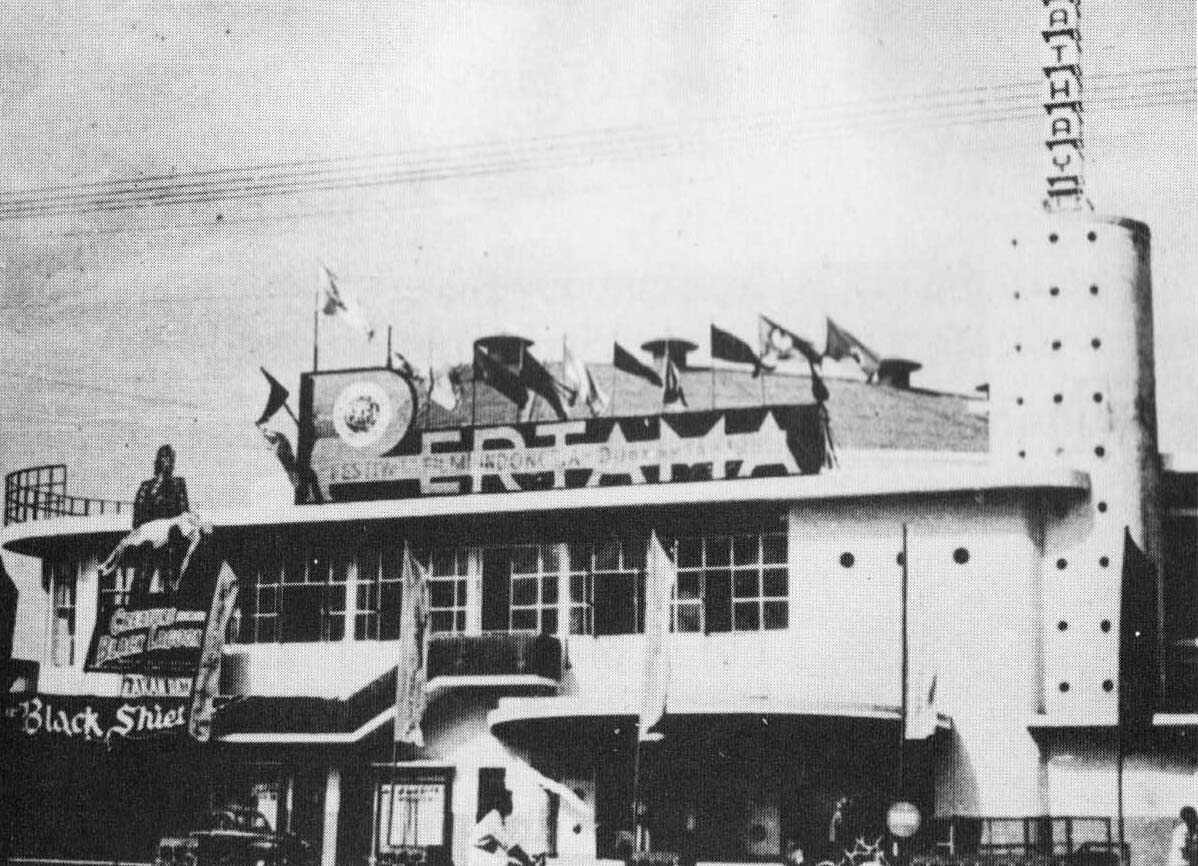
Le cinéma Metropole à Jakarta lors de la première édition en 1955.

En 1955, le cinéma indonésien est encore fragile. D'une part, il doit faire face à la concurrence des productions malaisiennes et indiennes, qui attirent le grand public. D'autre part, les salles de première exclusivité, attirant un public plus aisé, ne montrent plus de films indonésiens et se dédient au cinéma américain. Dans ce contexte, deux réalisateurs, Usmar Ismail et Malik Djamaluddin, décident de la création du Festival du cinéma indonésien.
Le Festival du film indonésien se tient pour la première fois à Jakarta du 30 mars au 5 avril 1955, sous le nom de "Semaine de la valorisation du cinéma national" (indonésien : Pekan Apresiasi Film Nasional). Son but est de prouver au public local que les films indonésiens peuvent égaler en qualité les films étrangers. Selon Djamaluddin, L'objectif est de distinguer le meilleur de la production nationale annuelle, mais aussi de créer un lieu de rencontre entre cinéastes et spectateurs.
En raison d'un contexte social et politique difficile, il faut attendre 1960 pour que la seconde édition du festival soit organisé. Cette seconde édition a lieu à Jakarta du 21 au 25 février.
La troisième édition a lieu du 9 au 16 août 1967. Aucun film ne reçoit le prix du meilleur film.
À partir de sa quatrième édition, en 1973, l'organisation du festival est reprise par le gouvernement indonésien. Il prend son nom actuel et devient annuel.
Le festival devient itinérant et se tient chaque année dans une grande ville de l'archipel. L'édition 1981 se tient à Surabaya, puis à Medan en 1983, à Yogyakarta en 1984 et à Bandung en 1985. Il s'agit d'un évènement important de la vie culturelle du pays, permettant aux vedettes de cinéma de se déplacer dans des villes éloignées de la capitale. Les cérémonies de clôture sont retransmises en direct sur les chaînes de télévision nationales.

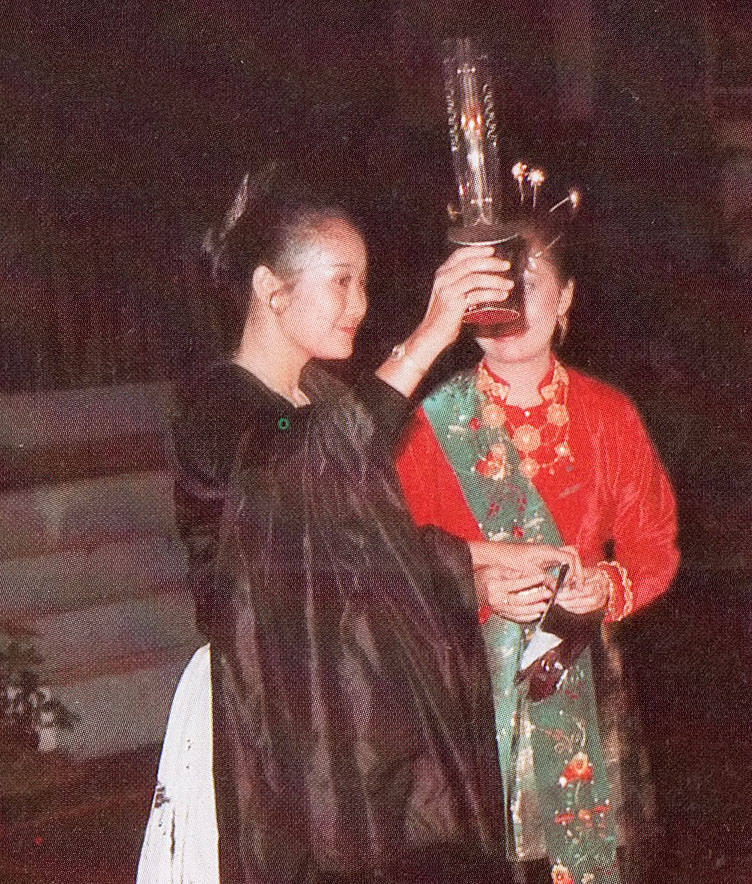
L'actrice Yenny Rachman lors de la cérémonie de 1982.

### Difficultés et arrêt
Le festival continue à se tenir dans les années 1980. Mais au début des années 1990, le cinéma indonésien est en difficulté, devant faire face aux importations de films des États-Unis et de Hong Kong, au développement de la télévision et de la vidéo.
La production nationale chute à deux ou trois films par an. Faute de films, le festival prend fin après son édition de 1992.

### Retour et renouveau
Après la chute du régime de Soeharto, le cinéma indonésien connait un renouveau. En conséquence, une nouvelle édition du Festival du film indonésien est organisée en 2004, après 12 années d'absence.
Initialement organisé par le Comité consultatif national du film, l'organisation du festival est confiée en 2009 au Comité du Festival du film indonésien. Avec la création en 2014 de l'Office national du film (BPI), association de professionnels du cinéma, l'organisation change à nouveau et est confiée à l'association .

## Prix Citra
Les Citra sont attribués pour récompenser le meilleur de l'industrie cinématographique indonésienne, notamment leurs réalisateurs, acteurs et scénaristes.

### Récompenses
Les catégories de prix Citra sont :
- Meilleur film (en indonésien Film Terbaik) : 1955 à aujourd'hui
- Meilleur réalisateur (Sutradara Terbaik) : 1955 à aujourd'hui
- Meilleur acteur principal (Pemeran Utama Pria Terbaik) : 1955 à aujourd'hui
- Meilleure actrice principale (Pemeran Utama Wanita Terbaik) : 1955 à aujourd'hui
- Meilleur acteur dans un second rôle (Pemeran Pendukung Pria Terbaik) : 1955 à aujourd'hui
- Meilleure actrice dans un second rôle (Pemeran Pendukung Wanita Terbaik) : de 1955 à aujourd'hui)
- Meilleur scénario original (Skenario Asli Terbaik) : 2009 à aujourd'hui
- Meilleur scénario adapté (Skenario Adaptasi Terbaik) : 2009 à aujourd'hui
- Meilleure photo (Penata Sinematografi Terbaik) : 1955 à aujourd'hui
- Meilleure direction artistique (Penata Artistik Terbaik) : 1955 à aujourd'hui
- Meilleur montage (Penyunting Terbaik) : 1955 à aujourd'hui
- Meilleur montage son et mixage (Penata Suara Terbaik) : 1955 à aujourd'hui
- Meilleure musique (Penata Musik Terbaik) : 1955 à aujourd'hui
- Meilleur documentaire (Documentaire Panjang Terbaik) : 2004 à aujourd'hui
- Meilleur court métrage (Film Pendek Terbaik) : 2004 à aujourd'hui

### Anciennes récompenses
- Meilleur scénario (Skenario Terbaik) : 1955 à 2008

### Récompenses spéciales
- Meilleur court métrage documentaire (Film Dokumenter Pendek Terbaik) : 2009
- Meilleur réalisateur court métrage (Penghargaan Khusus Sutradara Film Pendek Terbaik) : 2009
- Meilleur jeune directeur (Penghargaan Khusus Sutradara Baru Terbaik) : 2009
- Meilleur film pour enfants (Anak-anak Terbaik de Penghargaan Khusus Film) : 2009
- Meilleur film d'animation (Penghargaan Khusus Film Animasi Terbaik) : 2008
- Prix d'honneur pour l'ensemble de sa carrière (Penghargaan Pengabdian dan Dedikasi Seumur Hidup) : 2006, 2009 et 2010

## Liste des cérémonies
| Édition | Date             | Lieu                                        | Diffuseur              | Maître de cérémonie                                            | Meilleur film                         |
| ------- | ---------------- | ------------------------------------------- | ---------------------- | -------------------------------------------------------------- | ------------------------------------- |
| 26e     | 2 décembre 2006  | Balai Sarbini                               | Indosiar               | Ferdi Hasan, Sarah Sechan                                      | Ekskul                                |
| 27e     | 14 décembre 2007 | Gedung Anjung Seni Idrus Tintin             | SCTV                   | Darius Sinathrya, Nirina Zubir                                 | Nagabonar Jadi 2                      |
| 28e     | 12 décembre 2008 | Pelataran                                   | SCTV                   | Andhika Pratama, Cathy Sharon                                  | Fiksi.                                |
| 29e     | 16 décembre 2010 | Hall D1, Arena Pekan Raya Jakarta           | RCTI                   | Winky Wiryawan, Franda                                         | Identitas                             |
| 30e     | 6 décembre 2010  | Ballroom Central Park                       | RCTI                   | Niniek L. Karim                                                | 3 Hati Dua Dunia, Satu Cinta          |
| 31e     | 10 décembre 2011 | Hall D2 Jakarta International Expo          | RCTI                   | Vincent Rompies, Jessica Iskandar                              | Sang Penari                           |
| 32e     | 8 décembre 2012  | Pelataran                                   | SCTV                   | Mike Lucock, Ringgo Agus Rahman                                | Tanah Surga... Katanya                |
| 33e     | 7 décembre 2013  | Marina Convention Center                    | SCTV                   | Andhika Pratama , Gading Marten, Nirina Zubir                  | Sang Kiai                             |
| 34e     | 6 décembre 2014  | Palembang Sports and Convention Center      | Kompas TV, BeritaSatu  | Ibn Jamil , Kenes Andari                                       | Cahaya Dari Timur: Beta Maluku        |
| 35e     | 23 novembre 2015 | ICE BSD City                                | TVRI, Net.             | Sarah Sechan                                                   | A Copy of My Mind                     |
| 36e     | 6 novembre 2016  | Teater Besar Taman Ismail Marzuki           | RCTI                   | Ernest Prakasa, Pandji Pragiwaksono                            | Athirah                               |
| 37e     | 11 novembre 2017 | Grand Kawanua International Convention Hall | Global TV, iNews, TVRI | Denny Chandra, Kezia Warouw                                    | Night Bus                             |
| 38e     | 9 décembre 2018  | Teater Besar Taman Ismail Marzuki           | MetroTV                | Rory Asyari, Maudy Koesnaedi                                   | Marlina Si Pembunuh Dalam Empat Babak |
| 39e     | 8 décembre 2019  | Opus Ballroom - The Tribrata                | MetroTV                | Rory Asyari, Melissa Karim                                     | Kucumbu Tubuh Indahku                 |
| 40e     | 5 décembre 2020  | Jakarta Convention Center                   | TVRI                   | Chicco Jerikho, Laura Basuki, Reza Rahadian, Tissa Biani       | Perempuan Tanah Jahanam               |
| 41e     | 10 novembre 2021 | Jakarta Convention Center                   | Kompas TV              | Tissa Biani, Prilly Latuconsina, Angga Yunanda, Jefri Nichol   | Penyalin Cahaya                       |
| 42e     | 22 novembre 2022 | Jakarta Convention Center                   | NC                     | Cut Mini, Marsha Timothy, Prilly Latuconsina, Shenina Cinnamon | Une femme indonésienne                |
| 43e     | 14 novembre 2023 | Ciputra Artpreneur                          | NC                     | NC                                                             | Women from Rote Island                |
| 44e     | 20 novembre 2024 | Indonesia Convention Exhibition             | NC                     | NC                                                             | Falling In Love Like In Movies        |